# Campionato europeo maschile under 17 di calcio 2016
Il campionato europeo di calcio Under-17 2016 è stata la 15ª edizione del torneo organizzato dalla UEFA.
La fase finale si è disputata in Azerbaigian dal 5 al 21 maggio 2016. Sono state ammesse alla fase finale 16 squadre.
Al torneo hanno potuto partecipare solo i giocatori nati dopo il 1º gennaio 1999.

## Qualificazioni
Il turno di qualificazione, il cui sorteggio si è tenuto a Nyon il 3 dicembre 2014, si è disputato tra il 22 ottobre 2015 e il 2 aprile 2016. Le 52 rappresentative sono state divise in 13 gironi di 4 squadre.
Si qualificano al Turno Elite le prime due di ogni girone più la migliore terza, escludendo il risultato della partita contro l'ultima classificata del proprio girone, alle quali si aggiunge la testa di serie Germania, che ha il più elevato coefficiente UEFA.
Nel Turno Elite, il cui sorteggio si è tenuto il 3 dicembre 2015 a Nyon, le 32 squadre qualificate sono state divise in 8 gironi.

## Squadre qualificate
- Azerbaigian (Paese organizzatore)
- Danimarca (vincente gruppo 1)
- Ucraina (vincente gruppo 2)
- Italia (vincente gruppo 3)
- Germania (vincente gruppo 4)
- Portogallo (vincente gruppo 5)
- Francia (vincente gruppo 6)
- Serbia (vincente gruppo 7)
- Belgio (vincente gruppo 8)
- Scozia (seconda gruppo 1)
- Inghilterra (seconda gruppo 2)
- Bosnia ed Erzegovina (seconda gruppo 3)
- Paesi Bassi (seconda gruppo 4)
- Svezia (seconda gruppo 5)
- Austria (seconda gruppo 6)
- Spagna (seconda gruppo 8)

## Città e stadi
| Baku                 | Baku            | Baku | Baku             | Baku            |
| -------------------- | --------------- | ---- | ---------------- | --------------- |
| Baku Olympic Stadium | Azersun Arena   | Baku | Bakcell Arena    | Dalga Arena     |
| Capacità: 68,000     | Capacità: 4,735 | Baku | Capacità: 10,500 | Capacità: 6,700 |
|                      |                 | Baku |                  |                 |

## Sorteggio dei gruppi
Il sorteggio per stabilire i gruppi della fase finale si è tenuto a Baku (Azerbaigian) l'8 aprile 2016.
| Gruppo A    | Gruppo B             | Gruppo C    | Gruppo D    |
| ----------- | -------------------- | ----------- | ----------- |
| Portogallo  | Austria              | Francia     | Italia      |
| Belgio      | Ucraina              | Danimarca   | Serbia      |
| Scozia      | Germania             | Inghilterra | Paesi Bassi |
| Azerbaigian | Bosnia ed Erzegovina | Svezia      | Spagna      |

## Regolamento
Il torneo prevede 16 squadre partecipanti divise in 4 gironi all'italiana di 4 squadre ciascuno, che si affronteranno in partite da 80 minuti (due tempi da 40) più eventuale recupero. Le prime due classificate di ogni girone (determinate, nell'ordine, da: punti, scontri diretti, differenza-reti, reti segnate e sorteggio) accederanno alla fase ad eliminazione diretta, composta da quarti, semifinale e finale: in caso di pareggio, dopo i tempi regolamentari, si procederà a 5 tiri di rigore per squadra e, in caso di ulteriore pareggio, si continuerà con i tiri a oltranza.

## Fase a gironi

### Gruppo A

#### Classifica
| Pos. | Squadra     | Pt | G | V | N | P | GF | GS | DR |
| ---- | ----------- | -- | - | - | - | - | -- | -- | -- |
| 1.   | Portogallo  | 7  | 3 | 2 | 1 | 0 | 7  | 0  | +7 |
| 2.   | Belgio      | 5  | 3 | 1 | 2 | 0 | 3  | 1  | +2 |
| 3.   | Azerbaigian | 4  | 3 | 1 | 1 | 1 | 2  | 6  | -4 |
| 4.   | Scozia      | 0  | 3 | 0 | 0 | 3 | 0  | 5  | -5 |

| Arbitro: | Peter Kralović |

|                       |           |  |
| Corryn 45’ Openda 60’ | Marcatori |  |

| Arbitro: | Bartosz Frankowski |

|  |           |                                                      |
|  | Marcatori | 4’, 16’ Gomes 24’ Əsədov (ag) 44’ Luís 76’ Fernandes |

| Arbitro: | Gunnar Jarl Jónsson |

|                     |           |  |
| Quina 37’ Gomes 55’ | Marcatori |  |

| Arbitro: | Petr Ardeleanu |

|              |           |                 |
| Mahmudov 77’ | Marcatori | 72’ Bongiovanni |

| Arbitro: | Svein-Erik Edvartsen |

|  |           |             |
|  | Marcatori | 79’ Nəbiyev |

| Baku 11 maggio 2016, ore 14:00 UTC+4 | Portogallo       | 0 – 0 referto | Belgio | Dalga Arena (80 spett.)\| Arbitro: \| Ville Nevalainen \| |
| Arbitro:                             | Ville Nevalainen |               |        |                                                           |

### Gruppo B

#### Classifica
| Pos. | Squadra              | Pt | G | V | N | P | GF | GS | DR |
| ---- | -------------------- | -- | - | - | - | - | -- | -- | -- |
| 1.   | Germania             | 7  | 3 | 2 | 1 | 0 | 9  | 3  | +6 |
| 2.   | Austria              | 6  | 3 | 2 | 0 | 1 | 4  | 4  | 0  |
| 3.   | Bosnia ed Erzegovina | 3  | 3 | 1 | 0 | 2 | 3  | 6  | -3 |
| 4.   | Ucraina              | 1  | 3 | 0 | 1 | 2 | 3  | 6  | -3 |

| Arbitro: | Petr Ardeleanu |

|                      |           |  |
| Baumgartner 18’, 35’ | Marcatori |  |

| Arbitro: | Gunnar Jarl Jónsson |

|                        |           |                      |
| Janakov 33’ Buleca 67’ | Marcatori | 37’ Otto 74’ Schreck |

| Arbitro: | Svein-Erik Edvartsen |

|  |           |                      |
|  | Marcatori | 7’ Schmid 21’ Müller |

| Arbitro: | Peter Kralović |

|                                   |           |               |
| Akkaynak 17’ (rig.) Otto 66’, 72’ | Marcatori | 2’ Baack (ag) |

| Arbitro: | Mitja Žganec |

|                                                      |           |  |
| Meisl 3’ (ag) Akkaynak 25’ Havertz 32’ Dadaşov 80+1’ | Marcatori |  |

| Arbitro: | Fran Jović |

|                   |           |             |
| Hadžić 38’, 40+1’ | Marcatori | 69’ Kulakov |

### Gruppo C

#### Classifica
| Pos. | Squadra     | Pt | G | V | N | P | GF | GS | DR |
| ---- | ----------- | -- | - | - | - | - | -- | -- | -- |
| 1.   | Svezia      | 6  | 3 | 2 | 0 | 1 | 3  | 2  | +1 |
| 2.   | Inghilterra | 6  | 3 | 2 | 0 | 1 | 6  | 3  | +3 |
| 3.   | Danimarca   | 4  | 3 | 1 | 1 | 1 | 2  | 3  | -1 |
| 4.   | Francia     | 1  | 3 | 0 | 1 | 2 | 0  | 3  | -3 |

| Arbitro: | Svein-Erik Edvartsen |

|            |           |               |
| Nelson 62’ | Marcatori | 4’, 59’ Asoro |

| Baku 6 maggio 2016, ore 17:00 UTC+4 | Francia          | 0 – 0 referto | Danimarca | Dalga Arena (200 spett.)\| Arbitro: \| Ville Nevalainen \| |
| Arbitro:                            | Ville Nevalainen |               |           |                                                            |

| Arbitro: | Mitja Žganec |

|              |           |  |
| Jensen 80+3’ | Marcatori |  |

| Arbitro: | Fran Jović |

|  |           |                              |
|  | Marcatori | 15’ Morris 43’ (rig.) Nelson |

| Arbitro: | Bartosz Frankowski |

|               |           |  |
| Bergqvist 45’ | Marcatori |  |

| Arbitro: | Peter Kralović |

|               |           |                                |
| Odgaard 80+1’ | Marcatori | 30’ Nelson 51’ Mount 78’ Hirst |

### Gruppo D

#### Classifica
| Pos. | Squadra     | Pt | G | V | N | P | GF | GS | DR |
| ---- | ----------- | -- | - | - | - | - | -- | -- | -- |
| 1.   | Spagna      | 7  | 3 | 2 | 1 | 0 | 7  | 3  | +4 |
| 2.   | Paesi Bassi | 6  | 3 | 2 | 0 | 1 | 3  | 2  | +1 |
| 3.   | Italia      | 3  | 3 | 1 | 0 | 2 | 4  | 6  | -2 |
| 4.   | Serbia      | 1  | 3 | 0 | 1 | 2 | 2  | 5  | -3 |

| Arbitro: | Mitja Žganec |

|                      |           |                |
| Scamacca 9’ Kean 32’ | Marcatori | 77’ Maksimović |

| Arbitro: | Fran Jović |

|  |           |                     |
|  | Marcatori | 16’ Mboula 52’ Ruiz |

| Arbitro: | Bartosz Frankowski |

|  |           |             |
|  | Marcatori | 78’ Nunnely |

| Arbitro: | Ville Nevalainen |

|                     |           |         |
| Joveljić (rig.) 59’ | Marcatori | 4’ Ruiz |

| Arbitro: | Gunnar Jarl Jónsson |

|  |           |                           |
|  | Marcatori | 72’ (ag) Ilić 80+1’ Vente |

| Arbitro: | Petr Ardeleanu |

|                                           |           |                                   |
| Díaz 44’ García 59’ Ruiz 76’ Lozano 80+1’ | Marcatori | 65’ (rig.) Olivieri 72’ Pinamonti |

## Fase ad eliminazione diretta
|  | Quarti di finale | Quarti di finale | Quarti di finale |             |            | Semifinali | Semifinali | Semifinali |  |  | Finale | Finale | Finale |  |
|  |                  |                  |                  |             |            |            |            |            |  |  |        |        |        |  |
|  | 1A. Portogallo   | 1A. Portogallo   | 5                |             |            |            |            |            |  |  |        |        |        |  |
|  | 1A. Portogallo   | 1A. Portogallo   | 5                |             |            |            |            |            |  |  |        |        |        |  |
|  | 2B. Austria      | 2B. Austria      | 0                |             |            |            |            |            |  |  |        |        |        |  |
|  | 2B. Austria      | 2B. Austria      | 0                |             | Portogallo | Portogallo | 2          |            |  |  |        |        |        |  |
|  |                  |                  |                  |             | Portogallo | Portogallo | 2          |            |  |  |        |        |        |  |
|  |                  |                  | Paesi Bassi      | Paesi Bassi | 0          |            |            |            |  |  |        |        |        |  |
|  | 1C. Svezia       | 1C. Svezia       | Paesi Bassi      | Paesi Bassi | 0          | 0          |            |            |  |  |        |        |        |  |
|  | 1C. Svezia       | 1C. Svezia       |                  |             |            |            |            |            |  |  |        |        |        |  |
|  | 2D. Paesi Bassi  | 2D. Paesi Bassi  | 1                |             |            |            |            |            |  |  |        |        |        |  |
|  | 2D. Paesi Bassi  | 2D. Paesi Bassi  | 1                |             | Portogallo | Portogallo | 1 (5)      |            |  |  |        |        |        |  |
|  |                  |                  |                  |             |            |            |            |            |  |  |        |        |        |  |
|  |                  |                  | Spagna           | Spagna      | 1 (4)      |            |            |            |  |  |        |        |        |  |
|  | 1D. Spagna       | 1D. Spagna       | Spagna           | Spagna      | 1 (4)      | 1          |            |            |  |  |        |        |        |  |
|  | 1D. Spagna       | 1D. Spagna       |                  |             |            |            |            |            |  |  |        |        |        |  |
|  | 2C. Inghilterra  | 2C. Inghilterra  | 0                |             |            |            |            |            |  |  |        |        |        |  |
|  | 2C. Inghilterra  | 2C. Inghilterra  | 0                |             | Germania   | Germania   | 1          |            |  |  |        |        |        |  |
|  |                  |                  |                  |             | Germania   | Germania   | 1          |            |  |  |        |        |        |  |
|  |                  |                  | Spagna           | Spagna      | 2          |            |            |            |  |  |        |        |        |  |
|  | 1B. Germania     | 1B. Germania     | Spagna           | Spagna      | 2          | 1          |            |            |  |  |        |        |        |  |
|  | 1B. Germania     | 1B. Germania     |                  |             |            |            |            |            |  |  |        |        |        |  |
|  | 2A. Belgio       | 2A. Belgio       | 0                |             |            |            |            |            |  |  |        |        |        |  |

### Quarti di finale
| Arbitro: | Fran Jović |

|                                           |           |  |
| Gomes 7’ (rig.) 18’, 47’ Djú 51’ Luís 77’ | Marcatori |  |

| Arbitro: | Gunnar Jarl Jónsson |

|             |           |  |
| Dadaşov 46’ | Marcatori |  |

| Arbitro: | Svein-Erik Edvartsen |

|            |           |  |
| García 11’ | Marcatori |  |

| Arbitro: | Ville Nevalainen |

|  |           |           |
|  | Marcatori | 62’ Chong |

### Semifinali
| Arbitro: | Peter Kralović |

|                     |           |  |
| Gomes 25’ Dalot 56’ | Marcatori |  |

| Arbitro: | Bartosz Frankowski |

|             |           |                   |
| Dadaşov 10’ | Marcatori | 64’ Ruiz 78’ Díaz |

### Finale
| Arbitro: | Petr Ardeleanu |

|                                    |                      |                                       |
| Dalot 27’                          | Marcatori            | 32’ Díaz                              |
| Gomes Filipe Leite Dalot Fernandes | Tiri di rigore 5 – 4 | Ruiz Busquets Brandariz Díaz Morlanes |